# Nelson López
Nelson López (24 de junho de 1941) é um ex-futebolista argentino que competiu na Copa do Mundo FIFA de 1966.